# Revelações da vigilância global (2013–presente)
As revelações da vigilância global referem-se à divulgação, a partir de 2013,  de informações sobre fatos e organizações  relacionados com a prática de espionagem e vigilância globalizada - isto é, além das fronteiras internacionais - e com capacidade de intromissão nos meios de comunicações de todo o mundo.
A partir de junho de 2013,  revelações acerca de um sistema de vigilância global organizado pelos Estados Unidos, através da sua agência de segurança NSA, receberam atenção do público em todo o mundo. As revelações  baseiam-se em documentos confidenciais expostos pelo americano Edward Snowden e mostram detalhes acerca das atividades de vigilância da NSA e sobre   programas  até então desconhecidos do público mas que têm grandes implicações na privacidade dos indivíduos.
Na ocasião, tornou-se de  conhecimento público o fato de que os Estados Unidos vêm operando sistemas de monitoramento e vigilância das comunicações eletrônicas em todo o mundo. Os programas de vigilância global têm vários objetivos e capacidades, entre elas a de interceptar comunicações por e-mail, voz, vídeo, fac-símile e qualquer outro meio de comunicação em qualquer parte do mundo.
A montagem do sistema de vigilância global coincide com a construção da hegemonia norte-americana a partir da segunda metade do século XX. Com a perda do poderio econômico estadunidense, a CIA e a NSA, passaram também a espionar empresas estrangeiras e a repassar informações privilegiadas obtidas pelo Echelon às corporações americanas e aos aliados no monitoramento global, os membros do grupo chamado "Cinco Olhos", composto por Reino Unido, Estados Unidos, Austrália, Canadá e Nova Zelândia, que e um sistema geopolítico de espionagem eletrônica dos EUA, controlado pela NSA, Agência de Segurança Nacional americana.

## Antecedentes
Barton Gellman, jornalista vencedor do Prêmio Pulitzer que fez a cobertura do The Washington Post acerca das revelações de Snowden, resumiu o ocorrido da seguinte maneira:
Em conjunto, as revelações trouxeram à luz um sistema de Vigilância global que desfez muitas de suas restrições históricas depois dos ataques de 11 de setembro de 2001. Autoridades legais secretas delegaram poderes a NSA para realizar uma varredura nos registros telefônicos, de Internet e de localização da população em geral.— The Washington Post
Os vazamentos revelaram detalhes específicos sobre a cooperação íntima da Agência de Segurança Nacional (NSA) com agências federais dos EUA, como o FBI (FBI) e a CIA, além dos pagamentos até então desconhecidos que a NSA efetuou a vários parceiros comerciais e a companhias de telecomunicações, bem como as relações que ela mantinha em segredo com seus sócios internacionais, tais como Reino Unido, França e Alemanha, e seus tratados secretos firmados recentemente com governos estrangeiros para o compartilhamento de dados interceptados de cidadãos desses países. Todas essas informações foram tornadas públicas pela imprensa de muitos países ao longo de vários meses, desde junho de 2013, a partir de documentos confidenciais vazados pelo ex-contratado da NSA, Edward J. Snowden, o qual teve acesso ao material enquanto trabalhava para a empresa estadunidense Booz Allen Hamilton, um dos maiores prestadores de serviços dirigidos a órgãos de defesa e inteligência dos Estados Unidos.
George Brandis, procurador-geral da Austrália, afirmou que a descoberta de Snowden é o "mais grave retrocesso para a inteligência ocidental desde a Segunda Guerra Mundial".

### Vigilância global
Desde dezembro de 2013, os programas de vigilância global incluem:
| Programa  | Colaboradores e/ou parceiros internacionais | Parceiros comerciais |
| --------- | --- | --- |
| PRISM     | - Australian Signals Directorate (ASD/DSD) da Austrália - Government Communications Headquarters (GCHQ) do Reino Unido - Algemene Inlichtingen en Veiligheidsdienst (AIVD) dos Países Baixos | - Microsoft - Facebook - Apple - Google |
| XKeyscore | - Serviço Federal de Inteligência da Alemanha (BND) da Alemanha - Bundesamt für Verfassungsschutz (BfV) da Alemanha - Försvarets radioanstalt (FRA) da Suécia                                | |
| Tempora   | - Agência de Segurança Nacional (NSA) | - British Telecommunications (código Remedy) - Interoute (código Streetcar) - Level 3 (código Little) - Global Crossing (código Pinnage) - Verizon Business (código Dacron) - Viatel (código Vitreous) - Vodafone Cable (código Gerontic) |
| MUSCULAR  | - NSA | |
| Project 6 | - Agência Central de Inteligência (CIA) | |
| Stateroom | - DSD - Communications Security Establishment Canada (CSEC) - GCHQ - Serviço de Coleta Especial (SCS)                                                                                        | |
| Lustre    | - NSA - Direction Générale de la Sécurité Extérieure (DGSE) da França | |

A NSA também obtinha dados diretamente de empresas de telecomunicações de codinomes Artifice, Lithium, Serenade, SteelKnight e X. Suas verdadeiras identidades não foram incluídas na lista de documentos vazados por Snowden, pois estavam protegidas como Informação Excepcionalmente Controlada, o que previne a sua ampla difusão até mesmo para aqueles que, assim como Snowden, possuem a autorização de segurança necessária.

### Informações reveladas
Embora o tamanho exato dos documentos revelados por Snowden seja desconhecido, vários funcionários do governo apresentaram as seguintes estimativas:
- Pelo menos 15 000 arquivos da inteligência da Austrália, segundo funcionários desse país.[33]
- Pelo menos 58 000 arquivos da inteligência do Reino Unido, segundo funcionários desse país.[56]
- Cerca de 1,7 milhão de arquivos da inteligência dos Estados Unidos, segundo declarações concedidas à imprensa pelo Departamento de Defesa desse país.[57][58]

Como ex-contratado da NSA, Snowden obteve acesso autorizado a documentos do governo norte-americano e a informações ultrassecretas de governos aliados, através da exclusiva aliança Cinco Olhos. Snowden afirma que atualmente não tem mais posse material de nenhum desses documentos, depois de ter entregado todas as cópias aos jornalistas com quem se encontrou em Hong Kong.
Segundo seu advogado, Snowden comprometeu-se em não liberar qualquer documento enquanto estivesse na Rússia, deixando essa responsabilidade unicamente nas mãos dos jornalistas. A partir de 2014, os seguintes veículos de notícias tiveram acesso a alguns dos materiais fornecidos por Snowden: Australian Broadcasting Corporation, Canadian Broadcasting Corporation, Channel 4, Der Spiegel, El Pais, El Mundo, L'espresso, Le Monde, NBC, NRC Handelsblad, Dagbladet, O Globo, South China Morning Post, Süddeutsche Zeitung, Sveriges Television, The Guardian, The New York Times e The Washington Post.

### Contexto histórico
Na década de 1970, um analista da NSA chamado Perry Fellwock, sob o pseudônimo de "Winslow Peck", revelou a existência do Tratado de Segurança UK-USA, que forma as bases da rede ECHELON, cuja existência foi revelada em 1988 por Margaret Newsham, ex-funcionária da antiga corporação Lockheed. Meses antes do ataque terrorista de 11 de setembro e nos dias que o sucederam, vários indivíduos divulgaram mais informações sobre o aparato de vigilância global, como o ex-funcionário do MI5 britânico, David Shayler, e o jornalista James Bamford. Depois deles, seguiram-se outros:
- William Binney e Thomas Andrews Drake, funcionários da NSA, declararam que a agência está expandindo rapidamente suas operações de vigilância.[66][67]
- Em 2003, por meio do jornal britânico The Observer, Katharine Gun tornou público um plano da NSA de colocar microfones escondidos nos corpos de representantes de vários países diante das Nações Unidas, pouco antes da Guerra do Iraque[68] (seis países cujos votos seriam decisivos para que a ONU aprovasse a invasão norte-americana ao Iraque: Angola, Bulgária, Camarões, Chile, Guiné e Paquistão). Depois de sua revelação, o GCHQ a demitiu e o governo britânico a acusou, em 13 de novembro de 2003, conforme a seção 1 da Lei de Segredos Oficiais de 1989. O caso chegou aos tribunais em 25 de fevereiro de 2004; por motivos desconhecidos, a acusação não apresentou provas, e ela ficou livre depois de somente meia hora.
- Clare Short, que compôs o gabinete britânico entre os anos 1997 e 2003, declarou em 2004 que o Reino Unido havia espionado o secretário-geral da ONU Kofi Annan.[69]
- Russ Tice, ex-analista de inteligência da NSA, deu início à controvérsia sobre a vigilância sem garantias da NSA após dizer que o governo de George W. Bush havia espionado cidadãos americanos sem a aprovação da justiça.[70][71]
- Leslie Cauley, jornalista do USA Today, revelou em 2006 que a NSA mantém um enorme banco de dados de chamadas telefônicas de cidadãos dos EUA.[72]
- Em 2006, o ex-técnico da AT&T, Mark Klein, tornou pública a existência da Sala 641A, uma unidade de interceptação de telecomunicações operada pela companhia para a NSA, cujas atividades se iniciaram em 2003.[73]
- Em 2011, os ativistas Julian Assange e Chelsea Manning revelaram a existência de uma indústria de vigilância em massa.[74]
- Michael Hastings, jornalista americano, publicou em 2012 que manifestantes do movimento Occupy Wall Street estavam sob vigilância.[75]

Depois das revelações de Snowden, o Pentágono concluiu que ele havia praticado o maior roubo de segredos dos Estados Unidos em toda a história do país. Na Austrália, o governo de coalização considerou que os vazamentos causaram os danos mais graves da história contra a inteligência australiana. Sir David Omand, ex-diretor do GCHQ, do Reino Unido, afirmou que as ações de Snowden tinham sido a "perda mais catastrófica nunca antes vista contra a inteligência britânica". Segundo William Binney em 2013, a NSA é totalitária.

## Cronologia das Revelações da Vigilância Global

### 2013 em diante
As revelações sobre o sistema de vigilância global iniciadas em junho de 2013, com base em documentos revelados por Edward Snowden, continuam sendo publicadas ao redor do globo e a cada dia novos programas são expostos ao público. Em abril de 2014, o jornal The Guardian avalia que até então somente 2% dos documentos fornecidos por Edward Snowden aos órgãos de imprensa foram publicados.

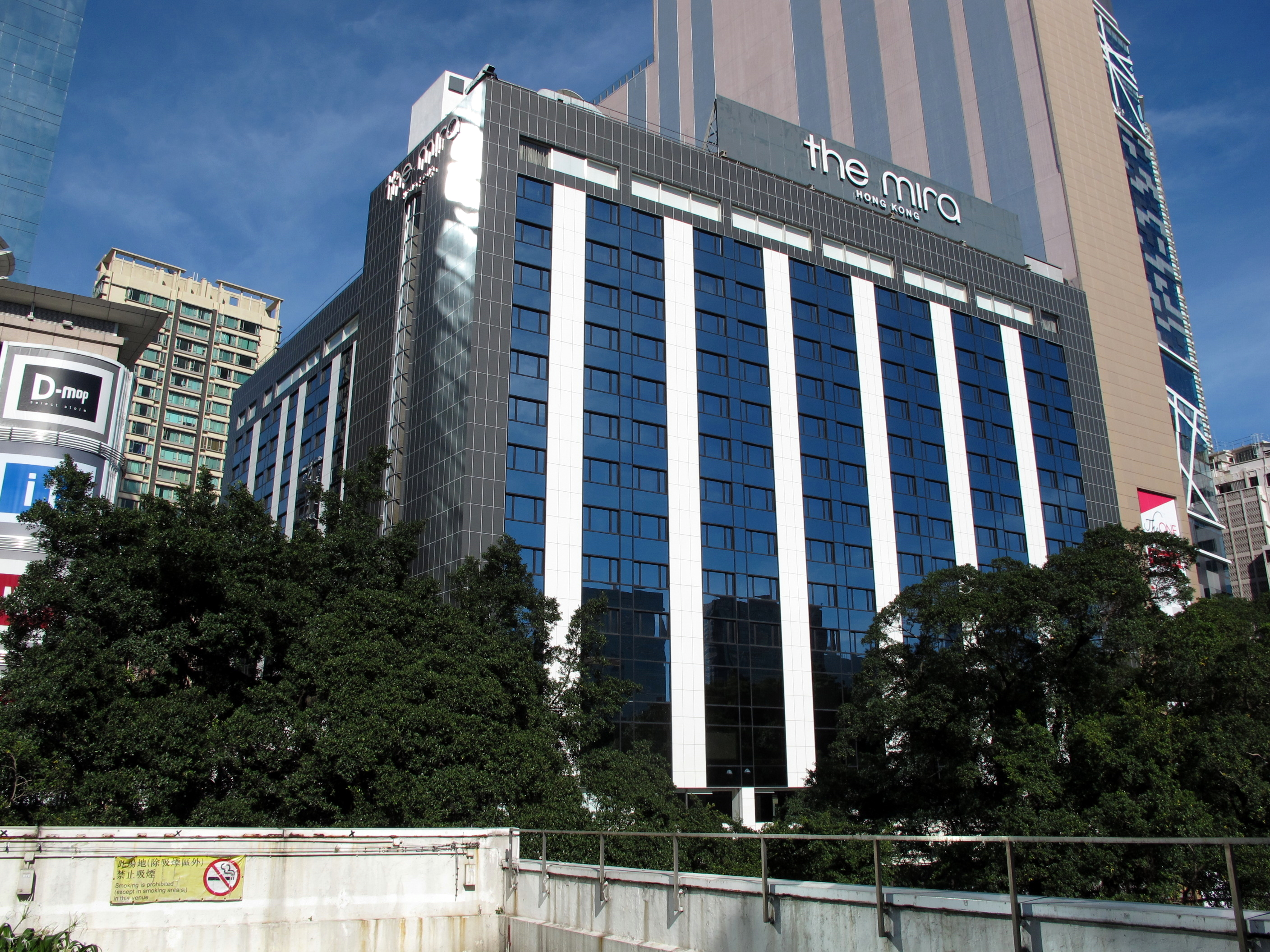
The Mira Hotel em Hong Kong, onde Edward Snowden se encontrou pela primeira vez com Glenn Greenwald, Laura Poitras, e o jornalista Ewen MacAskill do The Guardian

#### 2013
- Em 5 de junho de 2013 - Glenn Greenwald, através do The Guardian, junto a outros jornais como o The New York Times, The Washington Post, Der Spiegel, iniciaram publicações com as revelações de vigilância eletrônica global americana executada pela Agência de Segurança Nacional (NSA), baseadas em documentos vazados pelo ex-contratado da NSA, o analista de segurança de redes Edward Snowden.[9][78] As primeiras publicações de Glenn Greenwald,[79] se referem ao fato da NSA estar coletando registros telefônicos de milhões de clientes da Verizon diariamente.[80]

A partir de então, as revelações têm se tornado mais alarmantes a cada dia e têm provocado reação em todos os países do mundo e na comunidade de especialistas em proteção da Internet. Elas vão desde a participação nos programas de vigilância de empresas como Google, Facebook e Microsoft à contaminação de computadores no mundo e a quebra dos códigos de criptografia da internet, fazendo toda a internet vulnerável a ataques tanto pela NSA americana como por predadores e criminosos.

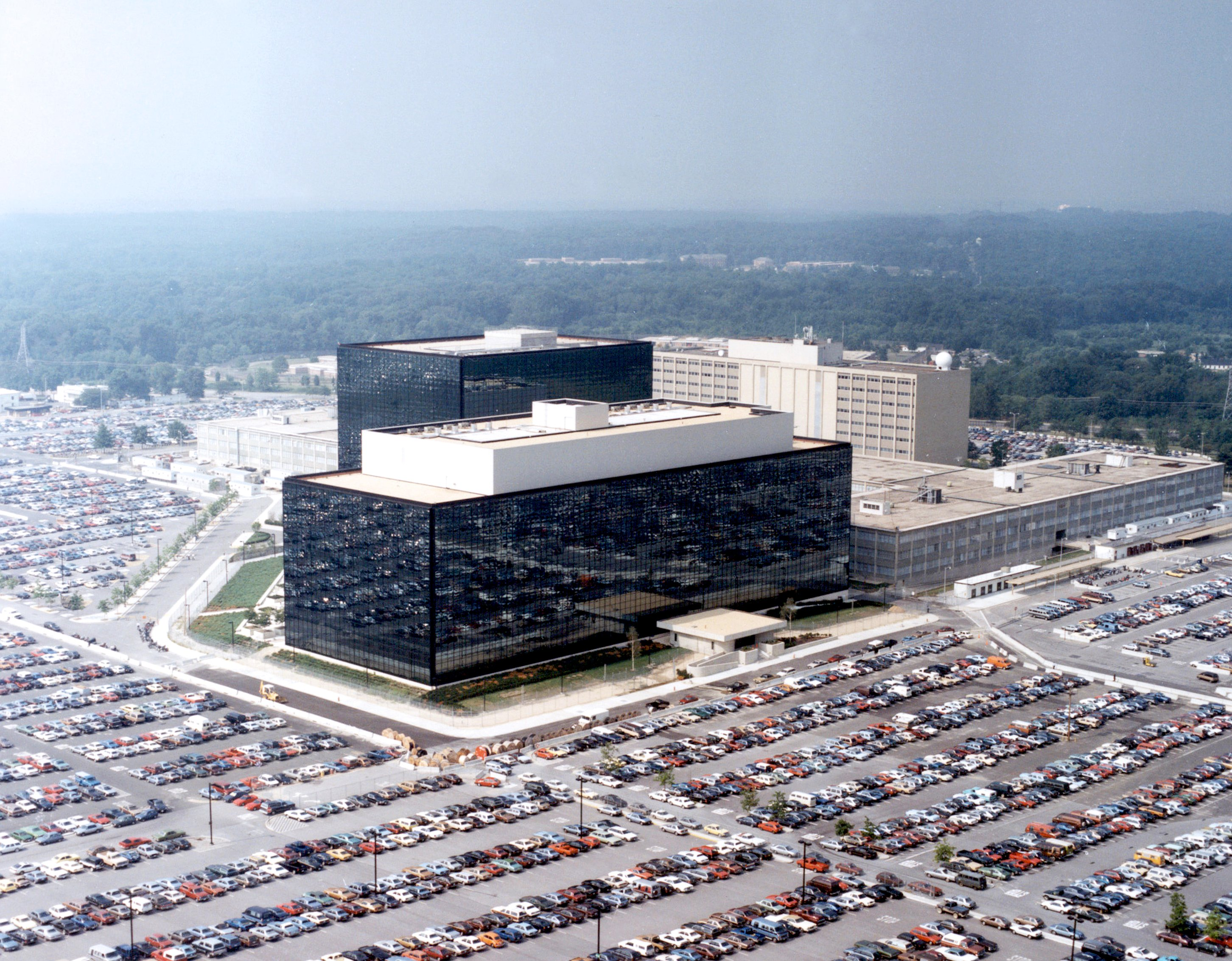
Sede da Agência de Segurança Nacional em Fort George G. Meade, Maryland

O jornal Washington Post publicou que a NSA obteve pelo menos algumas das informações através do FBI, que instalou equipamentos do  governo nas empresas de propriedade privada participantes . Afirma ainda que a partir desta intervenção do FBI, a NSA passou a ter acesso em tempo real as comunicações ao redor do mundo através de envio de avisos que alertando quando um indivíduo alvo esta conectado ou enviado um e-mail ou conectado utilizando serviços de voz ou texto também em tempo real. Tudo em tempo real, ou seja, quando as comunicações estão ocorrendo.
- 6 de junho de 2013 - tem início as revelações da a existência do PRISM (programa de vigilância). É um sistema de vigilância lançado em 2007 pela NSA. The Washington Post publica imagens detalhadas, as imagens da tela de apresentação da NSA, explicando os detalhes do PRISM.[87]

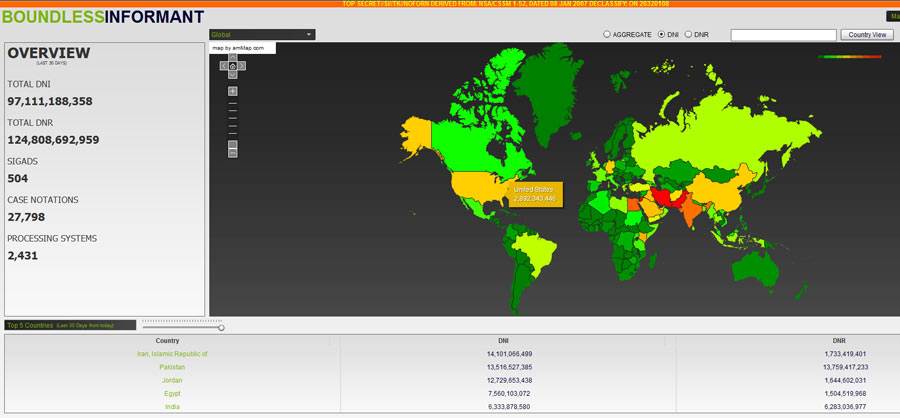
Mapa-múndi feito com a ferramenta de visualização de dados do BOUNDLESS INFORMANT, mostrando que, durante um período de 30 dias, 97.000 milhões de registros de dados da Internet (DNI) e 124 bilhões de registros de dados de telefonia (DNR) foram coletados

A apresentação em Microsoft PowerPoint sobre o programa, datada de abril de 2013 é publicada e mostra que o PRISM dá às agencias envolvidas no programa, a capacidade de coletar dados de e-mails , vídeos , fotos, chamadas de voz e vídeo, detalhes de redes sociais, log-ins e outros dados em poder de uma série de empresas de internet. Segundo a apresentação que veio a público, nove das grandes corporações e serviços de Internet participam do programa que envolve vasta coleta de Inteligência de sinais a nível mundial : Microsoft, Google, Facebook, Yahoo!, Apple, YouTube, AOL, Paltalk e Skype. Um boicote às empresas colaboradoras da NSA é sugerido na mídia mas considerado impossível. Tais revelações são publicadas pelo jornal O Globo em 8 de julho de 2013.
- 7 de junho de 2013 - The Guardian revela a participação do GCHQ, um dos serviços de inteligência britânico, no PRISM, em conjunto com a NSA.[87][91][92]
- Revelado o programa americano de Ataque Cibernetico Ofensivo.[93][94][95]

- 8 de junho de 2013 - publicadas por The Guardian, as revelações sobre o Boundless Informant (programa de vigilância), um programa para acesso global as comunicações. O Guardian publica os documentos da NSA com detalhadas perguntas e respostas sobre o programa,[96] bem como slides da NSA que mostram o alcance do programa.[97][98][99][100]
- 9 de junho de 2013 - Edward Snowden revela sua identidade na mídia, até então desconhecida. Em entrevista feita por Glenn Greenwald, gravada em Hong Kong, por Laura Poitras, disponibilizada Online, no The Guardian (em inglês),[101] Snowden explica sua decisão de revelar a vigilância global.

Palavras do ex-administrador de sistemas da CIA, Edward Snowden, que revelou pela primeira vez ao mundo os documentos que detalhavam o programa de espionagem online dos Estados Unidos. Snowden falou ainda dos motivos pelos quais tais programas de vigilância em massa precisam ser revelados ao mundo:

"O público precisa ser quem decide sobre estes programas".

"Sentado em meu escritório, eu tinha a capacidade de analisar qualquer um, desde um contador até um juiz federal, incluindo o presidente, desde que eu tenha o seu email pessoal"
"O que levaria alguém a deixar para trás uma vida paradisíaca que eu tinha no Havai?"
"Meu maior medo é de que nada mude e que vai ser criado mais controle da Sociedade em todo o mundo e na América."
- 12 de junho de 2013, imediatamente após as revelações, o Senado americano faz uma audiência pública, gravada pela C-SPAN, onde vários membros do governo de Obama testemunham sobre a importância fundamental dos programas de vigilância da NSA para defender os Estados Unidos.[103] Várias emissoras de televisão americanas se alinham na defesa dos programas de vigilância em massa, entre elas CNN, FOX e CBS.[104]

A administração de Obama defende as atividades afirmando serem:
"uma ferramenta fundamental para proteger a nação de ameaças terroristas"
- 13 de junho de 2013 - Washington pressiona Hong Kong para entregar Snowden ao governo americano..[105] Snowden revela que os Estados Unidos tem atacado as redes de Hong Kong e da China por anos.[106][107]
- 17 de junho de 2013 - Edward Snowden aparece em chat ao vivo, e responde à perguntas dos leitores do The Guardian..[108] Devido à preocupações de segurança de Snowden e também o acesso a uma conexão de internet segura o Guardian advertiu aos leitores que Snowden ia aparecer e desaparecer de forma intermitente, por isso, levaria algum tempo para responder as perguntas.

Alega também que a coleta se refere exclusivamente a metadados dos telefonemas e não o conteúdo das próprias chamadas. Metadados se assemelham ao "envelope" de uma ligação telefônica ou de um e-mail mas contendo informações mais detalhadas do que apenas destinatário e remetente com respectivos endereços. Metadados contêm as informações detalhadas sobre a comunicação, seja e-mail, ligação telefônica, mensagem de texto etc...metadados informam em detalhes, por exemplo, destino, a duração de uma chamada, data,localização da origem de onde foi iniciada a comunicação, localização do usuário que iniciou e do recipiente , tipo de computador ou telefone usado etc... A coleta de metadados, foi no passado, parte fundamental do sistema de vigilância da Alemanha Oriental. Documentos históricos, obtidos apenas após a queda do regime, mostram que coleta de metadados um dos instrumentos utilizados pela Stasi, a polícia secreta da Alemanha Oriental, para determinar as conexões sociais de indivíduos considerados perigosos para o regime da RDA. Documentos publicados pela ProPublica em 11 de fevereiro de 2014, mostram uma análise de redes sociais, feita através de metadados de um escritor que estava sendo vigiado pela Stasi
Após as primeiras publicações na imprensa, especialistas em tecnologia e defensores de direitos civis imediatamente apontam para o fato da Casa Branca minimizar a importância de metadados que, na verdade,  fornecem informações mais detalhadas sobre a vida de indivíduos do que o próprio conteúdo uma vez que podem ser usados para traçar o perfil das relações e atividades pessoais com maior abrangência. Jameel Jaffer, diretor jurídico da União Americana pelas Liberdades Civis, disse:
"Do ponto de vista das liberdades civis, o programa não poderia ser mais alarmante. É um programa em que um número incontável de pessoas inocentes foram colocados sob a vigilância constante de agentes do governo americano. É além de orwelliano, e fornece uma evidência adicional da dimensão em que direitos democráticos básicos estão sendo destruídos em segredo para atender as demandas dos órgãos de inteligência irresponsáveis".
Dois senadores americanos, Ron Wyden e Mark Udall, membros do Comitê de Inteligência do Senado, refutam as alegações de que a vigilância em massa tenha impedido qualquer ataque contra os Estados Unidos.
A senadora democrata Dianne Feinstein, presidente da Comissão de Inteligência do Senado americano e a favor da expansão das atividades de vigilância da NSA, afirma que ainda em junho de 2013, o diretor da NSA, o general Keith Alexander, iria fornecer informações sobre "os mais de 50 casos em que isso (a vigilância global) preveniu um ataque terrorista, tanto nos Estados Unidos como no exterior", segundo palavras da senadora.
O general Keith Alexander defende vigorosamente os programas de vigilância em massa, apesar de evidências factuais que confirmem suas afirmativas não serem apresentadas, conforme noticiaram alguns órgãos da imprensa. Em 18 de junho de 2013, 12 dias após as primeiras publicações sobre os programas de vigilância global, em audiência a Comissão de Inteligência do Senado, Alexander afirma que 54 atentados terroristas em 20 países, foram desvendados graças aos programas de vigilância da NSA e condena veementemente a revelação dos programas de vigilância global.
Em 31 de julho de 2013 ele faz uma apresentação em Las Vegas, reafirmando que 54 atentados terroristas forma prevenidos ao redor do mundo através de informações obtidas pelos programas de vigilância em massa da NSA. As imagens da tela da apresentação de Alexander foram publicadas pela redatora independente ProPublica. Nas imagens da tela ele apresentou o mapa mundial onde tais atentados terroristas teriam sido resolvidos através dos programas da NSA.

A falta de consistência das afirmativas de Keith Alexander e o histórico de abusos cometidos e de escândalos acobertados pelas agencias de inteligência americana, fez com que algumas organizações iniciassem pesquisas para buscar evidências de casos em que os programas da NSA teriam levado à investigações bem sucedidas de casos ligados ao terrorismo, conforme Alexander e aliados da NSA na Câmara e do Senado afirmavam haver ocorrido.

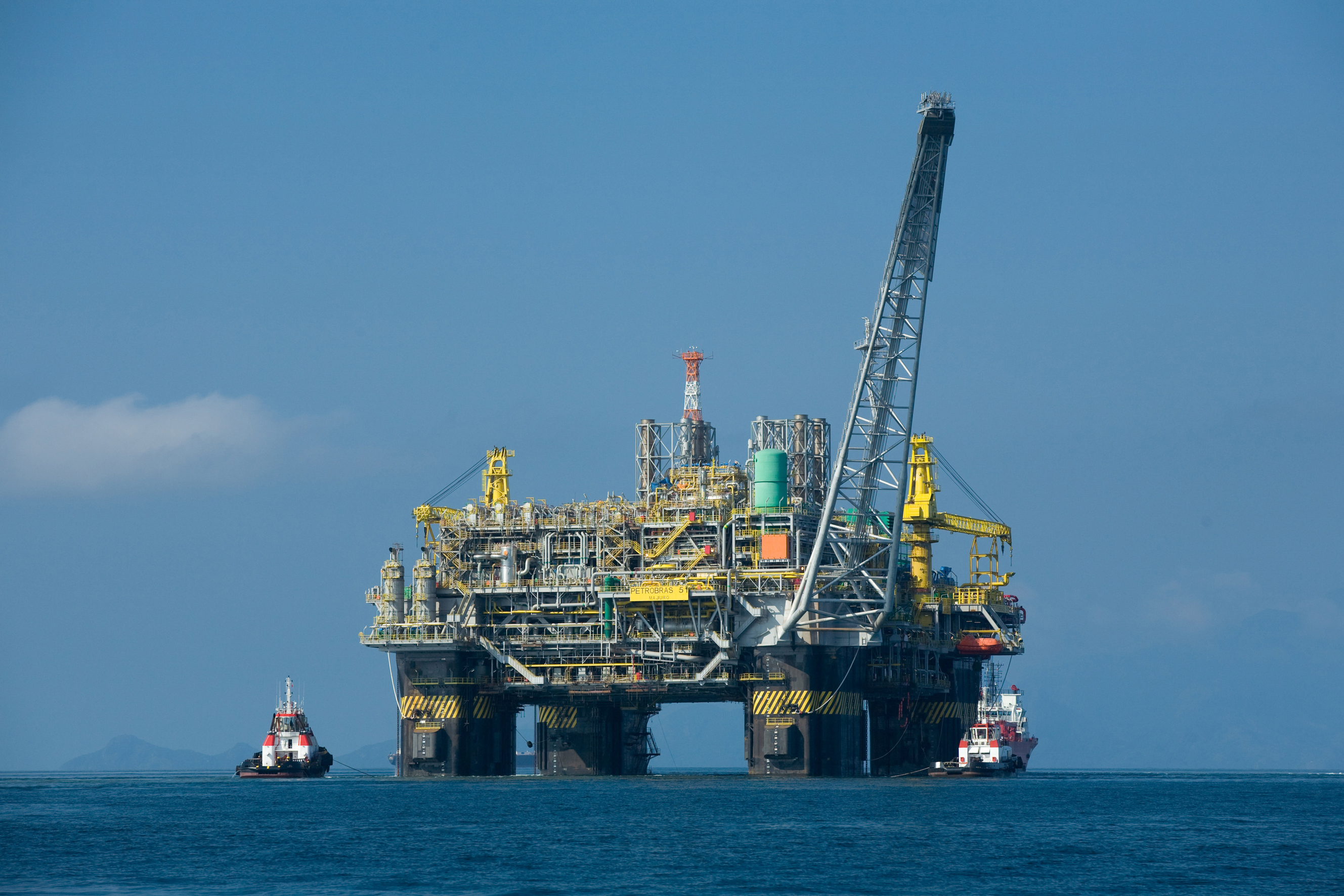
Plataforma da Petrobras

Após o exame de 225 casos de investigações terroristas feitas a partir de 11 de setembro de 2001, a conclusão final foi de que não haviam evidência de que os programas de vigilância global da NSA tivessem gerado resultado significativo na prevenção ou resolução de qualquer atentado terrorista, e que a coleta a granel de registros telefônicos por parte da Agência Nacional de Segurança
"não teve qualquer impacto discernível sobre prevenção de atos de terrorismo."
,concluiu a investigação feita pelo Instituto.
Concluiu também que em um único caso, a coletada em massa de dados feita pela NSA contribuiu parcialmente para iniciar uma investigação terrorista: o caso de um taxista de San Diego chamado Basaaly Moalin, que foi condenado por enviar dinheiro para um grupo na Somália considerado terrorista pelo governo americano. Peter Bergen, diretor do instituto e especialista em terrorismo, afirmou no relatório que:
"O problema dos oficiais americanos da área de contraterrorismo não é o fato de que eles precisam de enorme quantidades de informação obtidas através dos programas de vigilância em massa, mas sim o fato de que eles não são suficientemente capazes de para compreender nem de compartilhar as informações que eles já possuem, que foi obtida por meio de técnicas convencionais de coleta de inteligência usadas pelas forcas policiais."

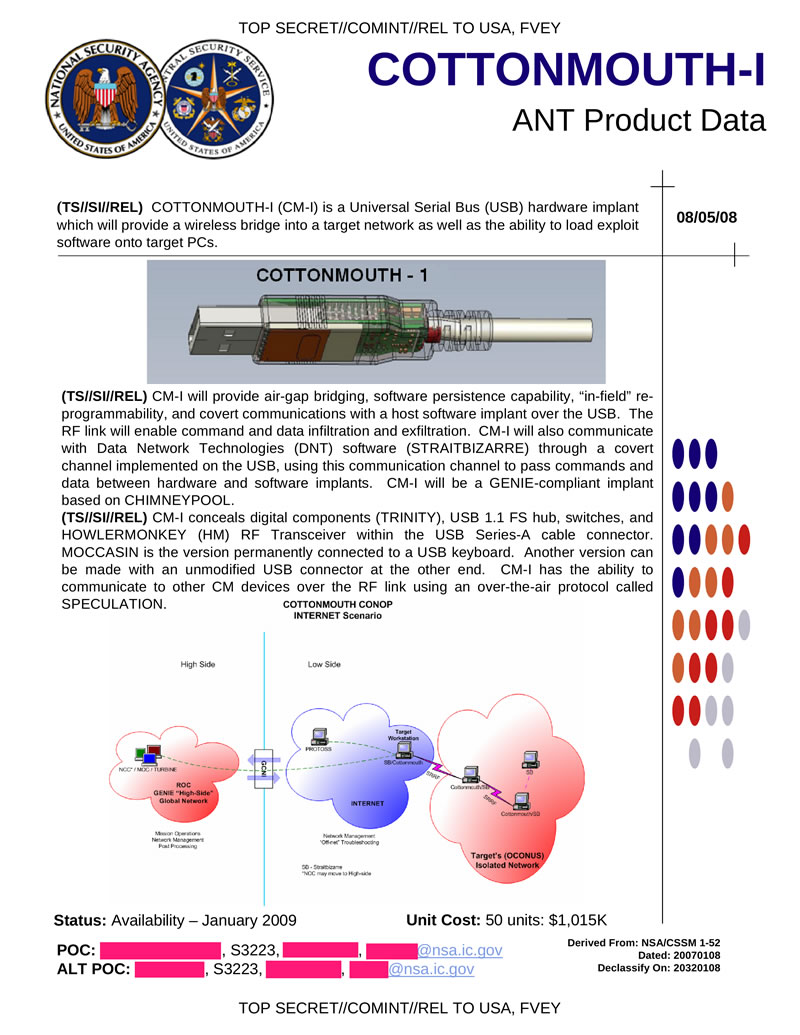
Implante para vigilância escondido em USB - Operações de acesso adaptado (TAO) NSA slide

- Revelado que o GCHQ interceptou as comunicações dos líderes políticos estrangeiros em reunião de cúpula dos G-20 em 2009.[124] O Guardian publicou os documentos do GCHQ com alvos diplomáticos.[125] O Primeiro Ministro da África do Sul também foi um alvo do GCHQ.[126]
- 21 de junho de 2013 - revelado que o GCHQ, agência de espionagem britânica, secretamente ganhou o acesso à rede de cabos que transportam telefonemas e tráfego de internet de todo o mundo e começou a processar grandes fluxos de informação pessoal compartilhada com a NSA. A operação foi denominada TEMPORA, e slides da apresentação com os detalhes de como funciona o sistema revelam o projeto do GCHQ denominado Dominando a Internet (programa de vigilância).[127] O projeto Dominando a Internet (programa de vigilância) havia sido mencionado pela imprensa britânica já em 2009 sob o mesmo título ("Mastering the Internet, em inglês)[128]
- 23 de junho de 2013 - com a ajuda de Sarah Harrison, Snowden parte de Hong Kong[129] com destino a América Latina[130] mas e impedido de seguir viagem quando os Estados Unidos revoga seu passaporte e emite um pedido para sua extradição.[131][132] Snowden e Sarah Harrison permanecem na Rússia.[133]
- 27 de junho de 2013 - são revelados pelo The Guardian programas da NSA executados pelo departamento Operações de Fonte Especial (SSO), que coletam gigantescas quantidades de metadados online.[134] Entre eles os programas Evil Olive e Shell Trumpet, que em dezembro de 2012, revelam os documentos, havia coletado 1 trilhão de metadados. Outro programa da SSO, o Transient Thurible, passa os metadados coletados pelo GCHQ para os sistemas da NSA.
- Revelado que o Stellar Wind para coletar metadados usado no governo de George W. Bush desde outubro de 2001 continuou até 2011 sob a presidência de Barack Obama. O Stellar Wind foi parcialmente revelado por William Binney, considerado um dos melhores Matemáticos e criptoanalistas na História da NSA e que trabalhou para a Agência por 32 anos e demitiu-se ao ver o que estava sendo feito como o Stellar Wind, usado em substituição ao Thin Thread que, segundo Binney, protegia os americanos da vigilância global.[135]
- 29 de junho - o Der Spiegel publica matériamateria de Laura Poitras e outros,revelando que a NSA espionava Escritórios da União Europeia.[136][137]
- 30 de junho de 2013 - Der Spiegel revela que a NSA colhe dados de milhões pessoas inocentes na Alemanha.[138]

##### Julho
- 4 de Julho de 2013 - Le Monde revela que a agência de inteligência da França vem coletando dados dos franceses por anos.[139]
- 6 de julho de 2013 - revelados parceiros da NSA - participação da Austrália é exposta.[140] Posteriormente  é revelado que também são participantes de outros países[141] no sistema de vigilância global juntamente com países membros do grupo chamado Cinco Olhos, a saber: Reino Unido, Estados Unidos, Austrália, Canadá e Nova Zelândia. O sistema geopolítico de espionagem eletrônica e comandado pela NSA, Agência de Segurança Nacional americana.[12]
- Segunda parte da entrevista de Snowden é publicada Online pelo The Guardian.[142]
- Iniciam-se publicações no Brasil sobre Programas de Vigilância
- 6 de julho de 2013 - O jornal O Globo inicia a publicação de informações reveladas por Edward Snowden,[143] com matéria sobre a espionagem de milhões de e-mails e ligações de brasileiros..[144] Revelado o programa XKeyscore. A existência do XKeyscore[145] foi revelada em 6 julho de 2013 pelo Jornal O Globo e pelo The Sydney Morning Herald australiano, com base nos documentos da NSA expostos por Edward Snowden
- Um artigo no O Globo de co-autoria do jornalista do Guardian Glenn Greenwald revela que através do Fairview, a NSA tem acesso aos dados da Internet e de telefone dos cidadãos brasileiros, por meio de parcerias das empresas de telecomunicações brasileiras com empresas de telecomunicações americanas. O Fairview é um programa de vigilância em massa da NSA, que amplia a capacidade da coleta de dados de telefone, internet e e-mail, acessando os dados diretamente de computadores e telefones celulares dos cidadãos dos países estrangeiros.[146]
- 8 de julho de 2013 - Publicações na imprensa brasileira:

-NSA e CIA mantiveram no Brasil, incluindo em Brasília, equipes dedicadas a programa de coleta de informações de dados filtrados de satélite.
-O Globo revela que escritórios da NSA e da CIA foram instaladas em Bogotá, Caracas, Cidade do México e Cidade do Panamá.
-Revelado que nove das grandes corporações e serviços de Internet participam do programa que envolve vasta coleta de Inteligência de sinais a nível mundial : Microsoft, Google, Facebook, Yahoo!, Apple, YouTube, AOL, Paltalk e Skype
De acordo com documentos da NSA revelados por Edward Snowden, em um único dia, em 2012, a NSA coletou listas de contatos de e-mails  de:
- 22.881 contas do Gmail[150]
- 82.857 contas do Facebook[151]
- 105.068 contas do Hotmail[152]
- 444.743 contas do Yahoo![153]

Diariamente, a NSA coleta cerca de 500.000 listas de contatos em serviços de bate-papo ao vivo e de caixas de entrada de contas de webmails como o Gmail, por exemplo. No seu conjunto, os dados permitem que a NSA crie perfis detalhados de vida de uma pessoa com base em suas relações pessoais, profissionais, religiosas e políticas.
Embaixador dos Estados Unidos no Brasil, Thomas Shannon, desmente os artigos publicados pelo O GLOBO e afirma que:"eles apresentam uma uma imagem do nosso programa que não é correta"
- 9 de julho de 2010 - jornal O Globo publica mais informações sobre a espionagem na América Latina.[155][156]
- 11 de julho de 2013 - revelado que a Microsoft tem colaborado estreitamente com os serviços de inteligência dos Estados Unidos, inclusive dando acesso a Agência de Segurança Nacional a própria criptografia da empresa.[157]

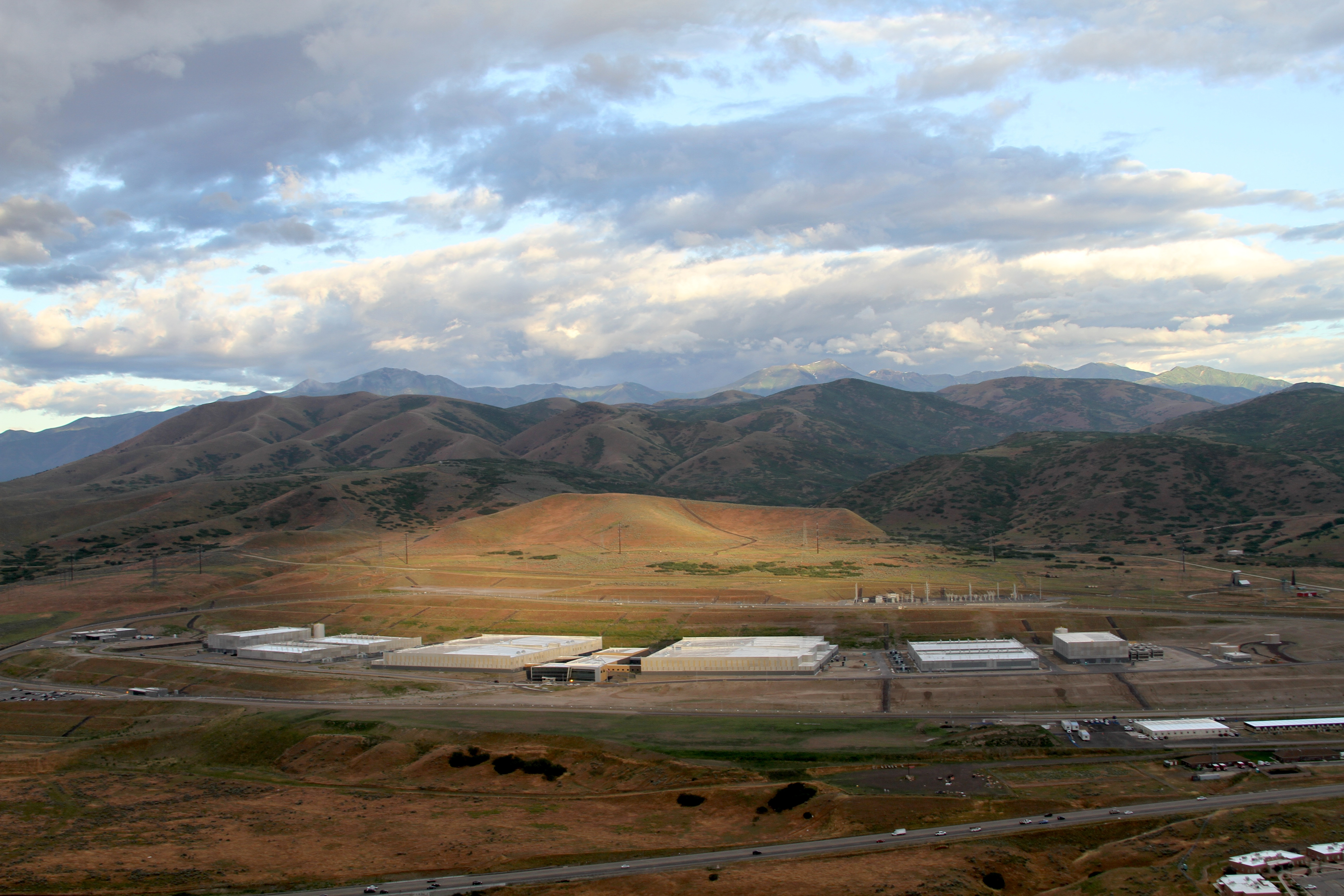
Centro de Processamento de Dados da NSA em Bluffdale, Utah

- 14 de julho de 2013 - O The Guardian publica detalhes sobre o Centro de Processamento de Dados Utah, que antes de Snowden já era mencionado por pesquisadores como James Bamford,[158] ex-funcionários da NSA como William Binney (U.S. Oficial de Inteligencia Americano) e por Dana Priest, repórter duas vezes ganhadora do Prémio Pulitzer que revelou a existência das Prisões secretas da CIA,[159][160][161] e foi autora da investigação premiada publicada em 19 de julho de 2010 intitulada America Ultrassecreta, (Top Secret America, em inglês)[162][163][164][165][166] que expôs e documentou evidencias da criação de um sistema de vigilância sem precedentes na História.[167][168]
- 31 de julho de 2013 - mais detalhes sobre o XKeyscore são publicados.[169]

##### Agosto
- 1° de agosto de 2013 - NSA pagou cerca de 1 milhão de libras britânicas ao GCHQ para espionagem.[170]
- 31 de agosto de 2013 - Der Spiegel revela que NSA espionou as comunicações da Al Jazeera.[171]

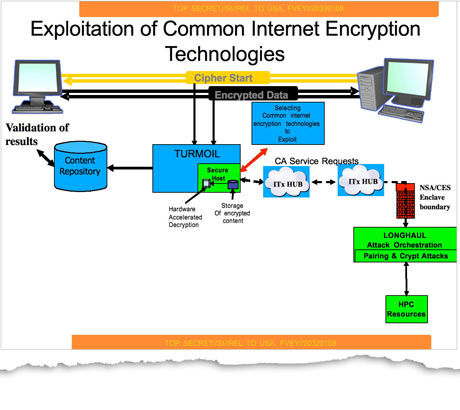
Bullrun-Exploração da tecnologia de criptografia da Internet pela NSA

##### Setembro
Em 1 de setembro, Grenwald revelou em uma reportagem que além de grandes empresas como a Petrobrás, a ex-presidente do Brasil, Dilma Rousseff, foi espionada pelo governo americano.
Em 5 de setembro de 2013, foi revelada a existência do programa Bullrun (Programa de de-criptografia), um programa secreto da NSA cujo objetivo é descriptografar qualquer mensagem, burlando a segurança e quebrando as diversas tecnologias de criptografia usadas em redes de comunicação.
No Brasil, o programa Fantástico do dia 8 de Setembro de 2013, baseado em documentos fornecidos por Snowden a Greenwald, revelou que a NSA vem espionando a Petrobrás com fins de beneficiar os americanos nas transações com o Brasil.
Foi revelado ainda que a NSA, com o GCHQ britânico, está trabalhando, com sucesso, não apenas para decodificar sistemas de encriptação nos quais se baseia a segurança em redes de informática mas também para sabotá-los.
A NSA vem executando atividades que vão desde conluio com o NIST para enfraquecer os padrões de criptografia usados globalmente, colaborando na sabotagem de vários sistemas e padrões de criptologia e proteção da Internet à interceptação de compras feitas online, abrindo pacotes e implantando malwares em produtos antes de serem entregues aos compradores. A divisão da NSA chamada TAO esta  a cargo de inúmeras atividades de sabotagem  à nível mundial.
Os documentos revelados por Edward Snowden mostram que na sabotagem dos padrões de sistemas de encriptação adotados mundialmente, a NSA contou também com a colaboração do serviço canadense CSEC, uma vez que o mesmo faz parte do grupo que opera em conjunto, sob o comando da NSA, conhecido como Cinco Olhos, (The Five Eyes, em inglês), do qual fazem parte Austrália, Canadá, Nova Zelândia, Reino Unido e os Estados Unidos.

##### Dezembro
- 3 de dezembro de 2013 - o editor do The Guardian Alan Rusbridger, foi questionado por uma comissão parlamentar na Inglaterra[190] e defendeu vigorosamente sua decisão de publicar uma série de artigos com base nos arquivos secretos vazados por Edward Snowden, apesar da intimidação que o jornal vem sofrendo pelo GCHQ.[191] E declarou que o direito de continuar publicando os fatos, atinge diretamente o coração da liberdade de imprensa e democracia na Grã-Bretanha. Afirmou também que apenas cerca de 1 por cento dos documentos dos 58.000 documentos fornecidos ao Guardian por Snowden foram até então publicados, em dezembro de 2013.[192]
- 18 de dezembro de 2013, a imprensa americana publica o relatório do Grupo Presidencial para Revisão em Inteligência e Tecnologia de Comunicações, um grupo criado por Obama, logo após as revelações dos programas, para rever as atividades de vigilância do governo, composto por membros indicados pela presidência.,[193][194] O painel, que teve um limitado escopo e cujos membros eram diretamente ligados à administração de Obama[195] concluiu que o programa de vigilância da NSA "não é essencial para a prevenção de ataques terroristas". O título do relatório é: Liberdade e Segurança em um mundo em mudança.[196][197] Concluiu ainda que as informações obtidas em casos envolvendo terrorismo "poderiam facilmente ser obtidas em tempo hábil, usando meios convencionais."

### 2014

#### Janeiro
- Em 12 de janeiro de 2014, o Washington Post e outros jornais, publicaram relatório de investigação feita pelo New America Foundation,[122] um instituto sem fins lucrativos, apartidário e especializado em pesquisas em políticas públicas americanas. Os resultados da investigação contradizem as afirmações de Keith Alexander.[198][199]

#### Março
- 20 de marco de 2014 - O Intercept publicou documento em que funcionário da NSA discute como construir um Banco de dados com endereços IP, contas de webmail e de contas de Facebook de administradores de sistema, para auxiliar a NSA a ter acesso às redes e sistemas de informação que eles administram.[200][201]

#### Abril
- 8 de abril de 2014 - Snowden revela que Estados Unidos espionou grupos de Direitos Humanos..[202] Por videoconferência a partir de Moscou, Snoweden prestou depoimeto ao Conselho da Europa em Estrasburgo, órgão máximo de direitos humanos da Europa, e apresentou provas de que a Agência de Segurança Nacional deliberadamente espionou em órgãos como a Anistia Internacional e Human Rights Watch.[202]

#### Maio
- 14 de maio de 2014, o jornalista Glenn Greenwald publicou vários documentos no livro Sem Lugar para se esconder: Edward Snowden, a NSA e a espionagem do governo americano.[203][204][205] (título em inglês: No Place to Hide: Edward Snowden, the NSA, and the U.S. Surveillance State, ISBN 978-0771036781, 13 de maio de 2014)

O livro contém informações sobre a vigilância global da NSA ainda não publicadas pela imprensa até maio de 2014, incluindo revelações da parceria da NSA com empresas americanas, de fornecimento ou fabricação de equipamentos distibuidos já com backdoors que facilitem a vigilância mundial e a implantaçāo de spywares em computadores ao redor do mundo. Entre elas está a Verizon bem como a Qualcomm que fabrica e vende no mercado mundial equipamentos com backdoors para os malwares que facilitam a espionagem. Outras empresas reveladas como parceiras da NSA são: Cisco, Oracle, Intel, Qwest, EDS, AT&T, Verizon,Microsoft, IBM.
A Qualcomm, é uma das empresas principais no fornecimento de chipsets e outras tecnologias incluindo processadores para dispositivos móveis como por exemplo, telefones celulares, bem como de hardware e software distribuídos ao redor do mundo e em parceria direta com a NSA, fabricando e vendendo no mercado mundial equipamentos com backdoors para os malwares que facilitam a espionagem da NSA; seus equipamentos tem papel fundamental no espionagem americana em vários países, incluindo mas não se limitando a: Brasil, Japão, Coreia do Sul, França, Alemanha. A presidência da empresa não quis comentar sobre o assunto ainda em janeiro de 2014 quando surgiram as primeiras informações sobre a parceria da Qualcomm com a NSA, documentadas em maio de 2014.
- 15 de maio de 2014 publicados documentos mostrando as atividades da NSA de interceptação de produtos adquiridos online. A agência americana abre pacotes e implanta malwares em produtos antes de serem entregues aos compradores. Tais atividades haviam sido expostas anteriormente pelo Der Spiegel em dezembro de 2013.[211] mas as fotos de uma apresentação da NSA mostrando os pacotes sendo abertos e sendo então empacotados para entrega foram publicadas por em maio de 2014[212] A divisão da NSA chamada TAO esta  a cargo de inúmeras atividades de sabotagem  à nível mundial.[183][184][185]

### 2015

#### Abril
- Em 8 de abril de 2015, o jornal USA Today revelou que a coleta de dados, descrita por Snowden, começou em 1992, durante a administração do presidente George H. W. Bush.[213]